# Mouvement des citoyens indépendants – Parti socialiste
Le Mouvement des citoyens indépendants – Parti socialiste (Movimento de Cidadãos Independentes - Partido Socialista, MCI-PS), jusqu'en 2020 Mouvement des citoyens indépendants de Sao Tomé-et-Principe (Movimento Cidadão Independente de São Tomé e Príncipe, MCISTP), est un parti politique santoméen fondé en 2018, en scission du Mouvement pour la libération de Sao Tomé-et-Principe – Parti social-démocrate.

## Historique
Le Mouvement des citoyens indépendants de Sao Tomé-et-Principe est fondé en mai 2018 par les frères António et Domingos Monteiro et leur cousine Beatriz Azevedo, députés de Caué et dissidents du Mouvement pour la libération de Sao Tomé-et-Principe. António Monteiro en est élu président.
Beatriz Azevedo et António Monteiro sont réélus députés aux élections législatives d'octobre 2018 ; ils sont les seuls candidats de leur parti élus.
À la formation de la XIe législature, 22 novembre 2018, seule Beatriz Azevedo participe à l'élection du président de l'Assemblée nationale, et son vote est probablement blanc. António Monteiro déclare alors que son parti n'est l'allié d'aucun autre et qu'il collabore avec le parti majoritaire.
Afin d'avoir une dynamique davantage tournée vers le territoire national et sortir de l'image du « mouvement Caué » dont il porte le surnom, celui-ci modifie son identité visuelle et ses statuts en 2020. Il change dans le même temps son nom pour Mouvement des citoyens indépendants – Parti socialiste.
En 2022, allié au Parti de l'unité nationale (PUN), le MCI-PS confirme son implantation en devenant la troisième force de l'Assemblée nationale. Il obtient cinq élus, trois à Caué (avec une majorité de 42 %), un à Lembá et un à Principe. Aux élections municipales qui ont lieu simultanément, le MCI-PS remporte la totalité des neuf sièges du district de Caué, ainsi qu'un autre à Cantagalo,.

## Résultats électoraux

### Élections présidentielles
| Année | Candidat    | 1er tour | 1er tour | 1er tour |
| Année | Candidat    | Voix     | %        | Rang     |
| ----- | ----------- | -------- | -------- | -------- |
| 2021  | Júlio Silva |          | 1,99     |          |

### Élections législatives
| Année | Voix  | %    | Rang | Sièges | Gouvernement |
| ----- | ----- | ---- | ---- | ------ | ------------ |
| 2018  | 1 659 | 2,11 | 4e   | 2 / 55 |              |
| 2022a | 5 120 | 6,56 | 4e   | 5 / 55 |              |

a  Coalition avec le Parti de l'unité nationale (PUN).

### Élections municipales
| Année | Résultats | Résultats | Sièges  | Rang |
| Année | Voix      | %         | Sièges  | Rang |
| ----- | --------- | --------- | ------- | ---- |
| 2022a |           |           | 10 / 68 | 3e   |

a  Coalition avec le Parti de l'unité nationale (PUN).